# Herstory
Herstory（英文发音：/ˈhɜːstəri/，有学者译为“她史”）是指以女性或女权主义者视角描述，或强调女性地位的历史。支持者用其代替history（历史）一词来批评传统的史学史，认为传统的史学史是从男性视角书写的历史（his story，直译“他的故事”），故使用女性物主代词her来建构“女性的历史”。然而英文history一词来自古希腊文（意为“詢問”、“詢問获得的知识”），与物主代词（他的）并无语源上的关系。

## 使用
据《牛津英语词典》，美国作家罗宾·摩根在其著作《姐妹有力》中首先使用herstory一词。20世纪70年代至80年代，第二波女权主义者视历史研究为男性主导的理性活动，使用herstory一词作为“补正”。此时，这单词的用法兼具严肃和搞笑，成为了女权主义者之间的一句流行语。
2017年，印度发明家、社会活动家赫利迪希·苏蒂夫联合多个青年运动团体发起“Herstory运动”，以“赞美鲜为人知的伟大人物”，包括女性、酷儿人群和形塑现代社会的其他边缘群体。Herstory运动催生了许多以女性为中心的用词，例如“femistry”（chemistry，化学）和“galgebra”（algebra，代数）等。

## 批评
美国作家克里斯蒂娜·霍芙·索默斯长期公开批评Herstory运动，在她的作品《谁偷走了女性主义》中把Herstory运动定性为以知识为代价，在教育中混入意识形态的尝试，“性别女性主义者”是Herstory运动的始作俑者。:97索默斯认为她们信奉的“性别女性主义”和历史否定主义几无差别，还认为在历史研究中加重女性的比重如同用人工干预自然，是进步的障碍。文学评论家德沃尼·卢舍批评Herstory运动夸大了20世纪前女性在史学方面的成就。
此外，全球语言监测机构把herstory定为2006年最“政治不正确”的单词的第三名，前两名分别是“macaca”（葡萄牙语中“母猴子”之意，英语中用作对包括黑人在内的皮肤黝黑之人的歧视语）和“global warm denier”（直译“否认全球变暖者”，参见全球暖化否定说）。